# Mohd Harrif Saleh
Mohd Harrif Salleh (15 de septiembre de 1988) es un ciclista malayo profesional que milita en las filas del conjunto Terengganu Cycling Team. 

## Palmarés
| 2007 - 1 etapa de la Jelajah Malaysia - 1 etapa de la Melaka Chief Minister's Cup 2008 - 1 etapa del Tour del Mar de la China Meridional 2011 - 1 etapa del Tour de Brunéi 2012 - 2 etapas de la Jelajah Malaysia - 1 etapa del Tour de Brunéi 2013 - 1 etapa de la Jelajah Malaysia - 1 etapa del Tour de Borneo 2014 - 1 etapa del Sharjah Tour - 1 etapa de la Jelajah Malaysia 2015 - 1 etapa del Tour de Filipinas - Juegos del Sudeste Asiático en la prueba en ruta | 2016 - 1 etapa de la Jelajah Malaysia - 1 etapa del Tour de Tailandia - 2.º en el Campeonato de Malasia en Ruta 2017 - 1 etapa de la Jelajah Malaysia 2018 - 1 etapa del Sri Lanka T-Cup 2019 - 1 etapa del Tour de Langkawi - 1 etapa del Tour de Selangor 2020 - 2 etapas del Tour de Langkawi 2021 - Gran Premio Manavgat-Side 2022 - 2 etapas del Tour de Tailandia - 1 etapa del Tour de Taiwán |